# AMC (Portugal)
AMC es un canal de televisión por suscripción portugués, de pago. Es propiedad de AMC Networks International. Comenzó sus emisiones el 4 de noviembre de 2014.
El canal emite en las plataformas MEO y NOS. Tiene una programación basada en el cine y en algunas de las series de AMC en Estados Unidos. AMC cuenta en Portugal con la versión de AMC en 16:9 576i y en 16:9 1080i.

## Series en emisión
- Halt and Catch Fire
- The Divide
- Game of Arms
- Turn